# ناحیه رولین، میشیگان
ناحیه رولین (به انگلیسی: Rollin Township) یک منطقهٔ مسکونی در ایالات متحده آمریکا است که در شهرستان لناوی، میشیگان واقع شده‌است.
 ناحیه رولین ۹۳٫۷ کیلومتر مربع مساحت و ۳٬۱۷۶ نفر جمعیت دارد و ۳۱۸ متر بالاتر از سطح دریا واقع شده‌است.